# Развој светског рекорда у скоку мотком у дворани за жене
Први светски рекорд у скоку мотком на отвореном за жене признат је од ИААФ (International Association of Athletics Federations – Међународна атлетска федерација), 1976. године.
Закључно са 31. јануара 2018. ИААФ је ратификовала 55 светских рекорда за жене у дворани. Резултати су исказани у метрима.

## Рекорди скока мотком
Рекорди ратификовани од ИААФ-а
| Време | Атлетичарка        | Држава           | Место                           | Датум              | Бр. | Трајање                       |
| ----- | ------------------ | ---------------- | ------------------------------- | ------------------ | --- | ----------------------------- |
| 1,99  | Черил Страудер     | Сједињене Државе | Луивил, САД                     | 6. фебруар 1976.   | 1   | 1 дан                         |
| 1,99  | Кристи Кахил       | Сједињене Државе | Луивил, САД                     | 6. фебруар 1976.   | 1   | 1 дан                         |
| 2,13  | Сузи Брутчер       | Сједињене Државе | Луивил, САД                     | 7. фебруар 1976.   | 1   | 14 дана                       |
| 2,29  | Кристи Кахил       | Сједињене Државе | Мемфис, САД                     | 21. фебруар 1976.  | 2   | 11 месеци и 21 дан            |
| 2,31  | Ирена Спикер       | Сједињене Државе | Луивил, САД                     | 11. фебруар 1977.  | 1   | 0 дана                        |
| 2,44  | Ирена Спикер       | Сједињене Државе | Луивил, САД                     | 11. фебруар 1977.  | 2   | 11 месеци и 30 дана           |
| 2,59  | Ирена Спикер       | Сједињене Државе | Луивил, САД                     | 10. фебруар 1978.  | 3   | 11 месеци и 30 дана           |
| 2,61  | Ирена Спикер       | Сједињене Државе | Луивил, САД                     | 9. фебруар 1979.   | 4   | 0 дана                        |
| 2,74  | Ирена Спикер       | Сједињене Државе | Луивил, САД                     | 9. фебруар 1979.   | 5   | 0 дана                        |
| 2,81  | Ирена Спикер       | Сједињене Државе | Луивил, САД                     | 9. фебруар 1979.   | 6   | 0 дана                        |
| 2,92  | Ирена Спикер       | Сједињене Државе | Луивил, САД                     | 9. фебруар 1979.   | 7   | 0 дана                        |
| 3,05  | Ирена Спикер       | Сједињене Државе | Луивил, САД                     | 9. фебруар 1979.   | 8   | 3 године и 9 дана             |
| 3,05  | Кристин Далаге     | Француска        | Париз, Француска                | 18. фебруар 1982.  | 1   | 3 године и 9 дана             |
| 3,15  | Кристин Далаге     | Француска        | Париз, Француска                | 18. фебруар 1982.  | 2   |                               |
| 3,52  | Џана Едвардс       | Сједињене Државе | Мејпл Хајтс, САД                | јануар 1984.       | 1   |                               |
| 3,53  | Џана Едвардс       | Сједињене Државе | Луивил, САД                     | 4. фебруар 1984.   | 2   | 6 година, 11 месеци и 4 дана  |
| 3,60  | Николе Ригер       | Немачка          | Манхајм, Немачка                | 8. јануар 1991.    | 1   | 1 година и 2 дана             |
| 3,70  | Николе Ригер       | Немачка          | Манхајм, Немачка                | 10. јануар 1992.   | 2   | 7 дана                        |
| 3,71  | Тања Корс          | Немачка          | Цвајбрикен, Немачка             | 17. јануар 1992.   | 1   | 2 дана                        |
| 3,75  | Тања Корс          | Немачка          | Хановер, Немачка                | 19. јануар 1992.   | 2   | 6 дана                        |
| 3,76  | Николе Ригер       | Немачка          | Зинделфинген, Немачка           | 25. јануар 1992.   | 3   | 6 дана                        |
| 3,80  | Николе Ригер       | Немачка          | Карлсруе, Немачка               | 31. јануар 1992.   | 4   | 2 дана                        |
| 3,83  | Тања Корс          | Немачка          | Берлин, Немачка                 | 2. фебруар 1992.   | 3   | 11 месеци и 27 дана           |
| 3,85  | Суен Цајуен        | Кина             | Цвајбрикен, Немачка             | 29. јануар 1993.   | 1   | 0 дана                        |
| 3,85  | Шао Ђингвен        | Кина             | Цвајбрикен, Немачка             | 29. јануар 1993.   | 1   | 0 дана                        |
| 3,85  | Тања Корс          | Немачка          | Цвајбрикен, Немачка             | 29. јануар 1993.   | 4   | 0 дана                        |
| 3,95  | Суен Цајуен        | Кина             | Цвајбрикен, Немачка             | 29. јануар 1993.   | 2   | 0 дана                        |
| 4,06  | Суен Цајуен        | Кина             | Цвајбрикен, Немачка             | 29. јануар 1993.   | 2   | 2 дана                        |
| 4,07  | Суен Цајуен        | Кина             | Цвајбрикен, Немачка             | 31. јануар 1993.   | 2   | 1 година и 29 дана            |
| 4,08  | Николе Ригер       | Немачка          | Карлсруе, Немачка               | 1. март 1994.      | 5   | 10 месеци и 26 дана           |
| 4,10  | Суен Цајуен        | Кина             | Цвајбрикен, Немачка             | 27. јануар 1995.   | 3   | 7 дана                        |
| 4,11  | Суен Цајуен        | Кина             | Пулхајм, Немачка                | 3. фебруар 1995.   | 4   | 7 дана                        |
| 4,12  | Суен Цајуен        | Кина             | Берлин, Немачка                 | 10. фебруар 1995.  | 5   | 2 дана                        |
| 4,13  | Суен Цајуен        | Кина             | Карлсруе, Немачка               | 12. фебруар 1995.  | 6   | 3 дана                        |
| 4,15  | Суен Цајуен        | Кина             | Ерфурт, Немачка                 | 15. фебруар 1995.  | 7   | 11 месеци и 9 дана            |
| 4,20  | Данијела Бартова   | Чешка            | Праг, Чешка                     | 28. јануар 1996.   | 1   | 4 дана                        |
| 4,21  | Суен Цајуен        | Кина             | Ландау, Немачка                 | 28. јануар 1996.   | 8   | 3 дана                        |
| 4,22  | Суен Цајуен        | Кина             | Ерфурт, Немачка                 | 31. јануар 1996.   | 9   | 27 дана                       |
| 4,22  | Данијела Бартова   | Чешка            | Ерфурт, Немачка                 | 31. јануар 1996.   | 2   | 27 дана                       |
| 4,27  | Суен Цајуен        | Кина             | Ерфурт, Немачка                 | 31. јануар 1996.   | 10  | 27 дана                       |
| 4,28  | Суен Цајуен        | Кина             | Тјенцин, Кина                   | 27. фебруар 1996.  | 11  | 9 месеци и 13 дана            |
| 4,30  | Ема Џорџ           | Аустралија       | Мелбурн, Аустралија             | 10. децембар 1996. | 1   | 0 дана                        |
| 4,40  | Ема Џорџ           | Аустралија       | Мелбурн, Аустралија             | 10. децембар 1996. | 2   | 1 година, 1 месец и 25 дана   |
| 4,40  | Стејси Драгила     | Сједињене Државе | Париз, Француска                | 9. март 1997.      | 1   | 1 година, 1 месец и 25 дана   |
| 4,41  | Данијела Бартова   | Чешка            | Ерфурт, Француска               | 4. фебруар 1998.   | 3   | 2 дана                        |
| 4,42  | Вала Флосадотир    | Исланд           | Билефелд, Немачка               | 6. фебруар 1998.   | 1   | 8 дана                        |
| 4,43  | Данијела Бартова   | Чешка            | Праг, Чешка                     | 14. фебруар 1998.  | 4   | 0 дана                        |
| 4,44  | Вала Флосадотир    | Исланд           | Ешилструна, Шведска             | 14. фебруар 1998.  | 2   | 15 дана                       |
| 4,45  | Анжела Балаконова  | Украјина         | Валенсија, Шпанија              | 1. март 1998.      | 1   | 5 дана                        |
| 4,46  | Данијела Бартова   | Чешка            | Берлин, Немачка                 | 6. март 1998.      | 5   | 1 дан                         |
| 4,47  | Ема Џорџ           | Аустралија       | Аделејд, Аустралија             | 7. март 1998.      | 3   | 1 дан                         |
| 4,48  | Стејси Драгила     | Аустралија       | Зинделфинген, Немачка           | 8. март 1998.      | 2   | 18 дана                       |
| 4,48  | Данијела Бартова   | Чешка            | Зинделфинген, Немачка           | 8. фебруар 1997.   | 6   | 18 дана                       |
| 4,50  | Ема Џорџ           | Аустралија       | Аделејд, Аустралија             | 26. март 1998.     | 4   | 0 дана                        |
| 4,55  | Ема Џорџ           | Аустралија       | Аделејд, Аустралија             | 26. март 1998.     | 5   | 10 месеци и 30 дана           |
| 4,56  | Никол Хумберт      | Немачка          | Стокхолм, Шведска               | 25. фебруар 1999.  | 1   | 11 месеци и 25 дана           |
| 4,57A | Стејси Драгила     | Сједињене Државе | Покатело, САД                   | 19. фебруар 2000.  | 3   | 0 дана                        |
| 4,61A | Стејси Драгила     | Сједињене Државе | Покатело, САД                   | 19. фебруар 2000.  | 4   | 13 дана                       |
| 4,62  | Стејси Драгила     | Сједињене Државе | Атланта, САД                    | 3. март 2000.      | 5   | 10 месеци и 30 дана           |
| 4,63  | Стејси Драгила     | Сједињене Државе | Њујорк, САД                     | 2. фебруар 2001.   | 5   | 7 дана                        |
| 4,65A | Стејси Драгила     | Сједињене Државе | Покатело, САД                   | 9. фебруар 2001.   | 6   | 2 дана                        |
| 4,64  | Светлана Феофанова | Русија           | Дортмунд, Немачка               | 11. фебруар 2001.  | 1   | 6 дана                        |
| 4,66A | Стејси Драгила     | Сједињене Државе | Покатело, САД                   | 17. фебруар 2001.  | 7   | 0 дана                        |
| 4,70A | Стејси Драгила     | Сједињене Државе | Покатело, САД                   | 17. фебруар 2001.  | 8   | 11 месеци и 17 дана           |
| 4,71  | Светлана Феофанова | Русија           | Штутгарт, Немачка               | 3. фебруар 2002.   | 2   | 3 дана                        |
| 4,72  | Светлана Феофанова | Русија           | Стокхолм, Шведска               | 6. фебруар 2002.   | 3   | 4 дана                        |
| 4,73  | Светлана Феофанова | Русија           | Гент, Белгија                   | 10. фебруар 2002.  | 4   | 14 дана                       |
| 4,74  | Светлана Феофанова | Русија           | Лијевен, Француска              | 24. фебруар 2002.  | 5   | 7 дана                        |
| 4,75  | Светлана Феофанова | Русија           | Беч, Аустрија                   | 3. март 2002.      | 6   | 10 месеци и 30 дана           |
| 4,76  | Светлана Феофанова | Русија           | Глазгов, Уједињено Краљевство   | 2. фебруар 2003.   | 7   | 19 дана                       |
| 4,77  | Светлана Феофанова | Русија           | Бирмингем, Уједињено Краљевство | 21. фебруар 2003.  | 8   | 9 дана                        |
| 4,78  | Стејси Драгила     | Сједињене Државе | Бостон (Роксбури), САД          | 2. март 2003.      | 9   | 14 дана                       |
| 4,80  | Светлана Феофанова | Русија           | Бирмингем, Уједињено Краљевство | 16. март 2003.     | 9   | 10 месеци и 30 дана           |
| 4,81  | Јелена Исинбајева  | Русија           | Доњецк, Украјина                | 15. фебруар 2004.  | 1   | 0 дана                        |
| 4,83  | Јелена Исинбајева  | Русија           | Доњецк, Украјина                | 15. фебруар 2004.  | 2   | 7 дана                        |
| 4,85  | Светлана Феофанова | Русија           | Атина, Грчка                    | 22. фебруар 2004.  | 10  | 13 дана                       |
| 4,86  | Јелена Исинбајева  | Русија           | Будимпешта, Мађарска            | 6. март 2004.      | 3   | 11 месеци и 6 дана            |
| 4,87  | Јелена Исинбајева  | Русија           | Доњецк, Украјина                | 12. фебруар 2005.  | 4   | 6 дана                        |
| 4,88  | Јелена Исинбајева  | Русија           | Бирмингем, Уједињено Краљевство | 18. фебруар 2005.  | 5   | 8 дана                        |
| 4,89  | Јелена Исинбајева  | Русија           | Лијевен, Француска              | 26. фебруар 2005.  | 6   | 8 дана                        |
| 4,90  | Јелена Исинбајева  | Русија           | Мадрид, Шпанија                 | 6. март 2005.      | 7   | 1 година, 11 месеци и 6 дана  |
| 4,93  | Јелена Исинбајева  | Русија           | Доњецк, Украјина                | 12. фебруар 2007.  | 8   | 2 године и 4 дана             |
| 4,95  | Јелена Исинбајева  | Русија           | Доњецк, Украјина                | 16. фебруар 2008.  | 9   | 11 месеци и 30 дана           |
| 4,97  | Јелена Исинбајева  | Русија           | Доњецк, Украјина                | 15. фебруар 2009.  | 10  | 0 дана                        |
| 5,00  | Јелена Исинбајева  | Русија           | Доњецк, Украјина                | 15. фебруар 2009.  | 11  | 3 године и 8 дана             |
| 5,01  | Јелена Исинбајева  | Русија           | Доњецк, Украјина                | 23. фебруар 2012.  | 12  | 1 година и 7 дана             |
| 5.02A | Џенифер Сур        | Сједињене Државе | Албукерки, САД                  | 2. март 2013.      | 1   | 2 године, 10 месеци и 28 дана |
| 5.03Х | Џенифер Сур        | Сједињене Државе | Брокпорт, САД                   | 30. јануар 2016.   | 2   | 9 година и 120 дана           |

"Х" - Допинг контрола није у складу са правилима ИААФ-а